# Sarinda chacoensis
Sarinda chacoensis là một loài nhện trong họ Salticidae.
Loài này thuộc chi Sarinda. Sarinda chacoensis được María Elena Galiano miêu tả năm 1996.